# Bernhard Häring
Bernhard Häring (1912 — 1998) foi um alemão, teólogo moral católico romano e clérigo da Congregação dos Redentorista. Escreveu muitos livros. A temática da consciência foi desenvolvida na sua obra a partir de valores cristãos.

## Vida
Bernhard Häring era de origem rural. Entrou para a Congregação dos Redentoristas em 1932 e foi ordenado sacerdote em 1938. Tendo em vista o clima totalitário e repressivo que prevalecia na Igreja, seu superior o encarregou, em 1939, de “uma renovação completa da moral”.
Ele foi um dos primeiros padres católicos a ser convocado para o serviço médico em novembro de 1939, de acordo com o anexo secreto da Concordata do Reich. Durante a Segunda Guerra Mundial, ele trabalhou como sargento médico na França, Rússia e Polônia. Após oito semanas de treinamento em Munique, ele foi designado para uma divisão de infantaria. De janeiro a setembro de 1940, graças à isenção dos candidatos ao sacerdócio, pouco antes de sua ordenação, ele pôde fazer uma palestra sobre moralidade. Apesar das proibições, ele foi repetidamente ativo no trabalho pastoral e lia os serviços religiosos, incluindo uma missa de Natal em uma associação da Waffen-SS. Ele experimentou rejeição, tolerância ou apoio.
Para obter seu doutorado (ele fez o doutorado com Theodor Steinbüchel), ele se matriculou na faculdade de teologia em Tübingen em setembro, mas teve que completar o treinamento em Augsburg imediatamente depois e foi designado para uma divisão de infantaria perto de Bayeux no final de 1940. Suas experiências de guerra estabeleceram sua "profunda crença no bem de todas as pessoas". Teve a certeza de que podia experimentar e sentir a providência divina durante o seu esforço de guerra, que “viu e tocou com a sua vida”. Suas experiências o levaram a "tomar uma posição contra uma moralidade de obediência unilateral e se tornar um porta-voz tanto de uma convicção quanto de uma ética de responsabilidade".
De 1947 a 1951 esteve no Colégio Teológico-Filosófico dos Redentoristas em Gars am Inn e de 1951 a 1987 foi Professor de Teologia Moral no Colégio Teológico dos Redentoristas Accademia Alfonsiana em Roma. Como professor visitante, lecionou na Yale University em New Haven, Connecticut, e no Union Theological Seminary na cidade de Nova York.
No Concílio Vaticano II foi conselheiro teológico, trabalhou em vários textos conciliares, mais intensamente na constituição pastoral Gaudium et spes e foi consultor do secretariado para os não crentes.
Ele foi um dos primeiros signatários do KirchenVolksBegehren em 1995 e enfatizou "Nossa esperança para a Igreja e nossa alegria em tudo o que é vital na Igreja e que é fiel ao Evangelho não deve nos tornar cegos ou mudos diante de deficiências perigosas e práticas e estruturas estranhas" .
Häring fundou uma teologia moral pessoal orientada pela Bíblia em que, em contraste com outros teólogos morais, ele não escreveu catálogos de virtudes e pecados nem os avaliou, mas tomou o mandamento do amor como o foco. Ele influenciou significativamente o desenvolvimento posterior desta disciplina. A discussão ecumênica e o diálogo com a cultura pluralista moderna moldaram cada vez mais seu trabalho.
Häring escreveu inúmeras obras sobre teologia moral e questões da época. Ele se tornou conhecido mundialmente principalmente por meio de suas duas obras padrão sobre teologia moral, The Law of Christ (1954) e Free and Faithful in Christ: General moral theology (1979–1981). A biblioteca redentorista em Gars am Inn, para onde Häring se mudou com a maioria de seus escritos em 1988, tem um total de cerca de 430 edições diferentes de suas obras em 17 idiomas.
Nos últimos anos de sua vida, ele sofreu os efeitos de um câncer na garganta. Ao mesmo tempo, ele teve que lutar com o ensino de procedimentos de objeções pela Doutrina da Fé até o fim. Mas todos eles não tiveram sucesso.
Häring morreu em 3 de julho de 1998, poucos dias após um derrame no hospital Haag (distrito de Mühldorf am Inn). Seu túmulo simples está no cemitério do mosteiro de Gars.

## Trabalhos (seleção)
- O santo e o bom. Religião e moralidade em sua relação mútua. Erich Wewel Verlag, (Diss.) Krailling na frente de Munique 1950. Traduções para: francês, italiano, polonês.

- A lei de Cristo. Teologia moral exibida para padres e leigos. Erich Wewel Verlag, Freiburg i. Ir. 1ª edição em um volume: 1954. 8ª edição revisada em 3 volumes 1967. Traduções para: chinês, inglês, francês, italiano, japonês, croata, holandês, polonês, português, espanhol, húngaro.

- Sociologia da família. A família e seu ambiente. Otto Müller Verlag, Salzburg 1954. Tradução para: inglês, holandês.

- Poder e impotência da religião. Sociologia da religião como chamada. Otto Müller Verlag, Salzburg 1956. Tradução para: francês, italiano, holandês, polonês, português, espanhol.

- Cristão em um novo mundo. Moldando a vida a partir da fé. Erich Wewel Verlag, Freiburg i. Fr. 1960. Traduções para: inglês, francês, italiano, holandês, português, esloveno, espanhol.

- Casamento neste momento. Otto Müller Verlag, Salzburg 1960. Traduções para: inglês, italiano, polonês, português, espanhol

- A hora atual da salvação. Ensaios coletados. Erich Wewel Verlag, Freiburg i. Br. 1964. Traduções para: inglês, italiano, coreano, português, espanhol

- O amor é mais do que um mandamento. Renovação de vida a partir do espírito do Sermão da Montanha. Erich Wewel Verlag, Munique e Freiburg i. Fr. 1968. Traduções para: francês, italiano, português, espanhol, tcheco

- Personalism in Philosophy and Theology. Erich Wewel Verlag, Munique e Freiburg i. Br. 1968. Traduções para: inglês, italiano, espanhol

- Ministério de cura. Problemas éticos da medicina moderna. Matthias Grünewald Verlag, Mainz 1972. ISBN 3-7867-0366-3. Traduções para: inglês, francês, italiano, polonês, português, espanhol

- Livre em Cristo. Teologia moral para a prática da vida cristã. 3 volumes. Herder Verlag, Freiburg i.Br, Basel, Vienna 1979–1981, edição especial 1989. Traduções para: inglês, francês, italiano, japonês, português, espanhol. ISBN 3-451-21604-3

- Quando se tratava de sobrevivência. Memórias de guerra de um padre. Styria Verlag, Graz, Vienna, Cologne 1977. ISBN 3-222-11026-3. Traduções para: inglês, francês, italiano, espanhol

- O poder de cura da não-violência. Patmos Verlag, Düsseldorf 1986. ISBN 3-491-77650-3.

- Minha experiência com a igreja. Traduzido por B. Häring de sua edição italiana Fede storia moral (Roma 1989). Editora Herder, Freiburg i. Br., Basel, Vienna 1989, 8ª edição 1992. ISBN 3-451-21620-5. Outras traduções em: inglês, francês, português, espanhol, tcheco

- Sem esperança? Para cuidados pastorais de divórcio e recasamento. Um apelo. Editora Herder, Freiburg i. Br., Basel, Vienna 1989. ISBN 3-451-21605-1. Traduções para: inglês, francês, italiano, holandês português, espanhol

- Seguro e gratuito. Mein Leben Verlag Herder, Freiburg i. Br., Basel, Vienna 1997. ISBN 3-451-26385-8. Traduções para: inglês e esloveno 1997 ISBN 3-451-26385-8

- Minha esperança para a igreja. Encorajamento crítico. Editora Herder, Freiburg i. Br., Basel, Vienna 1. u. 2ª edição 1997. ISBN 3-451-26159-6. Italiano: Brescia 1994, 2ª edição 1995; 1997. Português e Espanhol 1995.

- Eu vi suas lágrimas Livro de conforto para os enfermos e seus acompanhantes. Herder 1998. ISBN 3-451-26684-9

- Teologia moral para o terceiro milênio (Original: Teologia morale verso il terzo millennio). Styria Verlag, Graz, Vienna, Cologne 1999 ISBN 3-222-12680-1

- A ética do Sermão da Montanha. As oito bem-aventuranças (original: Beatitudini). Styria Verlag, Graz, Vienna, Cologne 2000. ISBN 3-222-12785-9

## Prêmios
- 1962 Dr. H. c. das Leis. Saint Joseph's College, Indiana, EUA

- 1966 Dr. H. c. das Leis. Universidade de Notre Dame, Indiana, EUA

- 1966 Dr. H. c. das Leis. Saint Francis College, Biddeford, ME, EUA

- 1967 Dr. H. c. of Humane Letters. Wagner College, Staten Island, Nova York, EUA

- 1967 Dr. H. c. La Salle College, Filadélfia, EUA

- 1971 National Catholic Book Award da Catholic Press Association, EUA e Canadá

- Prêmio Wlodzimierz Pietrzak de 1973, Polônia

- 1975 Cidadão Honorário da Cidade de Baltimore, MD, EUA

- 1975 Certificado de Apreciação do Cosmos Club, Washington, D.C.

- 1980 Dr. H. c. of Humane Letters. Elms College, Chicopee, MA, EUA

- 1981 Medalha de Mérito do Estado de Baden-Württemberg

- 1983 Grande Cruz de Mérito da Ordem do Mérito da República Federal da Alemanha

- Cidadão honorário de 1989 de sua comunidade natal, Böttingen

- Ordem de Mérito da Baviera de 1997